# Plopsaqua De Panne
Pour les articles homonymes, voir Plopsaqua.
Plopsaqua De Panne est le parc aquatique de Plopsaland De Panne ouvert le 22 mars 2015 à La Panne en Belgique.

## Description
Plopsaqua De Panne est un parc aquatique en intérieur construit sur le site de Plopsaland à La Panne en Belgique. Son coût est de seize millions d'euros pour une surface de 4 000 mètres carrés. Il propose un bassin pré-scolaire, un espace extérieur, un sauna, une piscine à vagues, une piscine de 25 mètres avec quatre couloirs, deux bains d’eau chaude à bulles, des canons à eau, un village ludique avec différents effets aquatiques, une lazy river et six toboggans aquatiques, dont le Sky Drop de type Superloop, haut de 19 mètres, et qui a pour particularité de faire descendre le visiteur en chute libre, via l'ouverture d'une trappe dans une cabine,,.
Le bâtiment se dresse entre le théâtre Plopsa et la rue De Pannelaan, sur le site où se trouvaient autrefois le restaurant le Faisan doré et l'entrée du parc.
L'inauguration du parc aquatique est prévue le 21 mars 2015 et son ouverture au public le lendemain, deux semaines plus tôt qu'initialement car la date d'ouverture d'origine était le 1er avril 2015,. La capacité de la piscine est de 1 250 nageurs.
Concernant le thème, le personnage principal est Vic le Viking dans son village pendant la fonte des neiges. De plus, la piscine combine des effets lumineux et animés à des effets sonores.
Le groupe Plopsa travaille en étroite collaboration avec la ville de La Panne dans le développement de la piscine. Des tarifs spéciaux sont appliqués aux résidents de La Panne. Outre sa valeur touristique, le parc aquatique est aussi un ajout important pour les habitants de la région. La piscine publique de La Panne ayant fermé ses portes le 28 février 2013, les écoles et les groupes bénéficient de son ouverture. L'ancien bourgmestre Robert Butsraen souligne la collaboration entre la commune et le groupe privé. Plopsaqua reçoit son permis d'environnement le 5 février 2015.
Plopsaqua Hannut-Landen ouvre en décembre 2020, il est le deuxième parc Plopsaqua,,.
La construction de l'hôtel Plopsa entraîne d'importantes modifications au niveau de l'entrée principale du parc aquatique, la création d'une seconde entrée directement depuis le parc, la démolition du bâtiment du sauna, qui n'est pas raccord avec l'hôtel, et le déplacement dudit sauna.

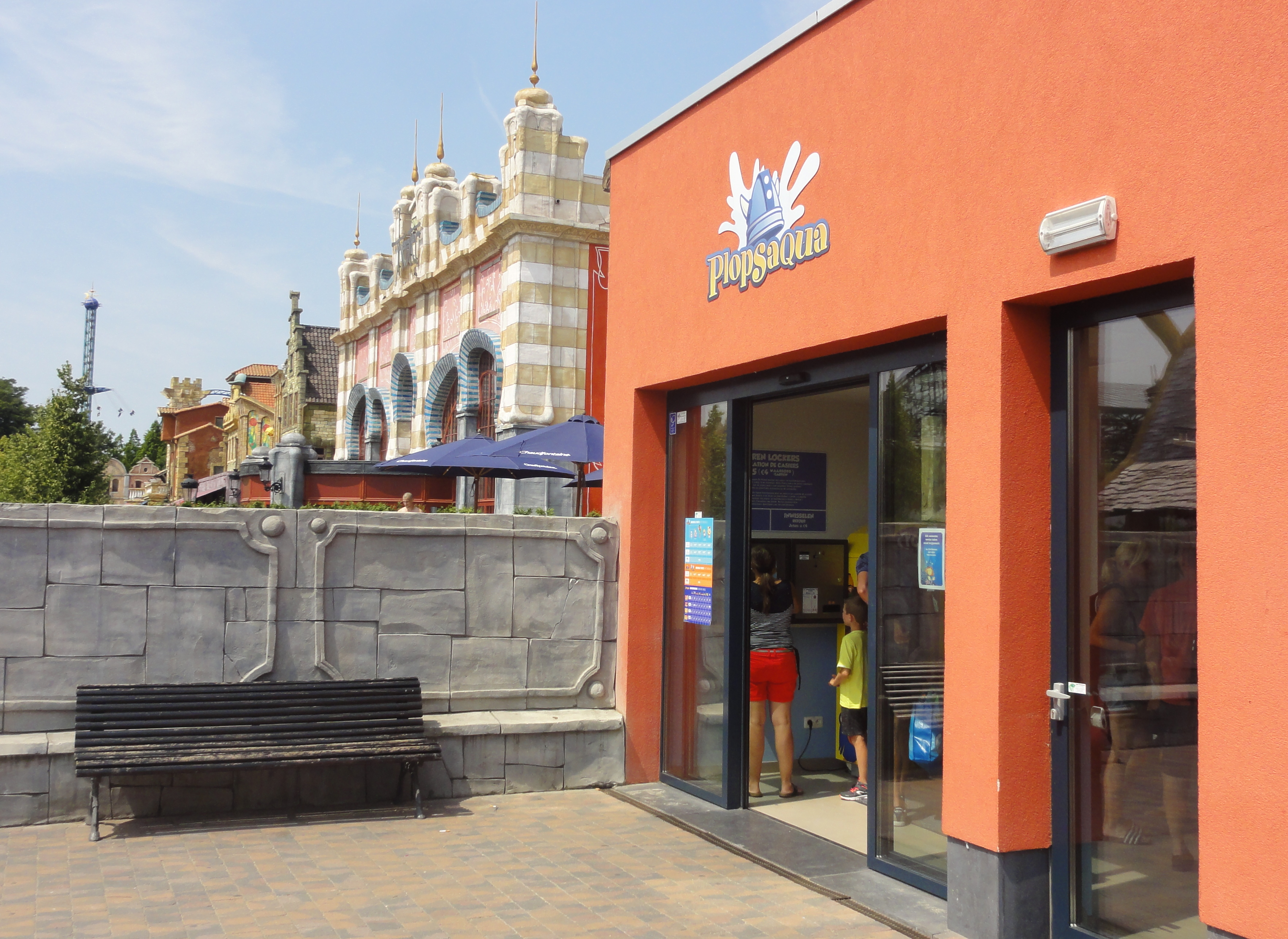
L'entrée du parc en juillet 2018, avant la construction de l'hôtel.
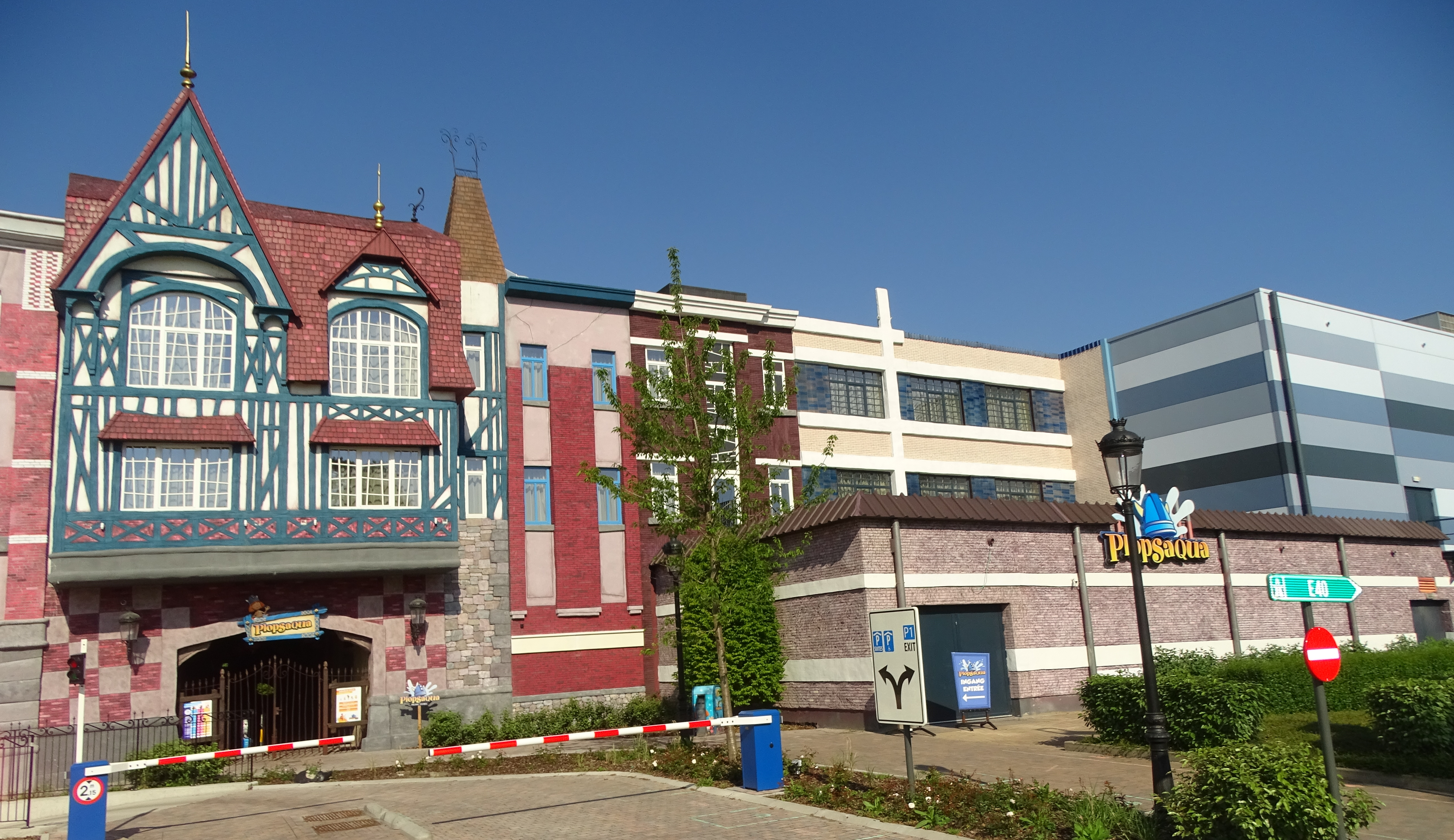
L'entrée principale du parc aquatique en juin 2021.
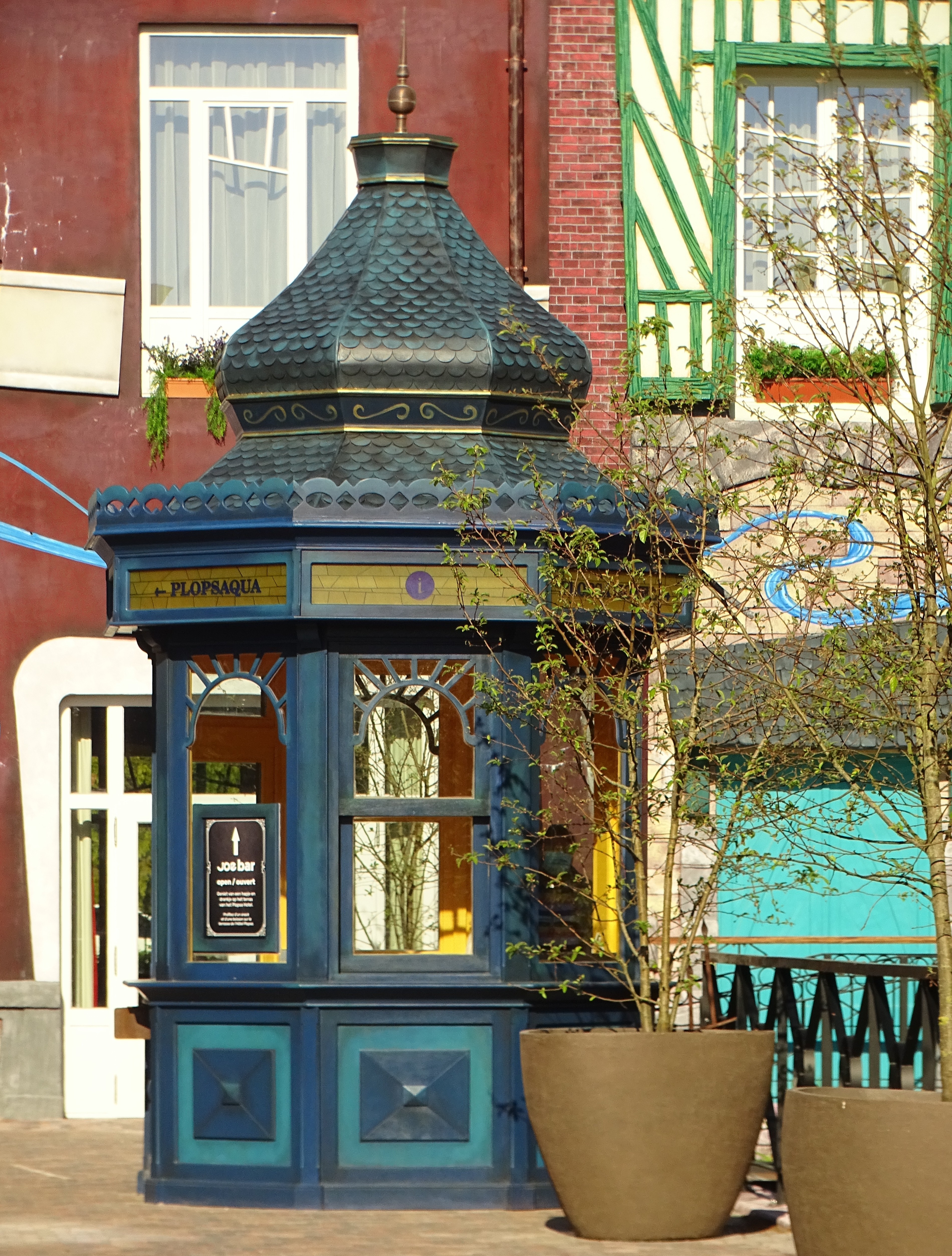
L'entrée secondaire du parc aquatique depuis le parc d'attractions.

## Attractions

### Toboggans
- Viking Race : Course de Toboggan (trois pistes)
- Tjure's Glijbaan / Le Toboggan de Tjure : toboggan Junior
- Snorre's Glijbaan / Le Toboggan de Snorre : toboggan Junior
- Disco Slide : toboggan musical et lumineux (possibilité de choisir son morceau et son light show)
- De Glijdende Banden / Les bouées glissantes : toboggan à Bouées
- Sky Drop : toboggan à trappe / free fall
- Wild River : rivière Sauvage (incluant des toboggans)

### Piscines
- Het Stormbad / Le bassin déchainé : piscine à vagues
- Ylivi's Peuterbad / Le petit bassin d'Ylvi : pataugeoire
- Disco Bad / La Piscine Disco : piscine sportive (vingt-cinq mètres)
- De Bubbltonnen / Les Tonneaux Pétillants : jacuzzi
- Buitenbad / Le Bassin Extérieur : piscine extérieure

### Aires de jeux aquatiques
- Wickie's Speeldorp / L'aire de Jeux de Vic : aire de jeux aquatiques
- Halvar's Drakkar : splash battle / canon à eau

### Autres
- Sauna
- Wickie Beach : espace de verdure

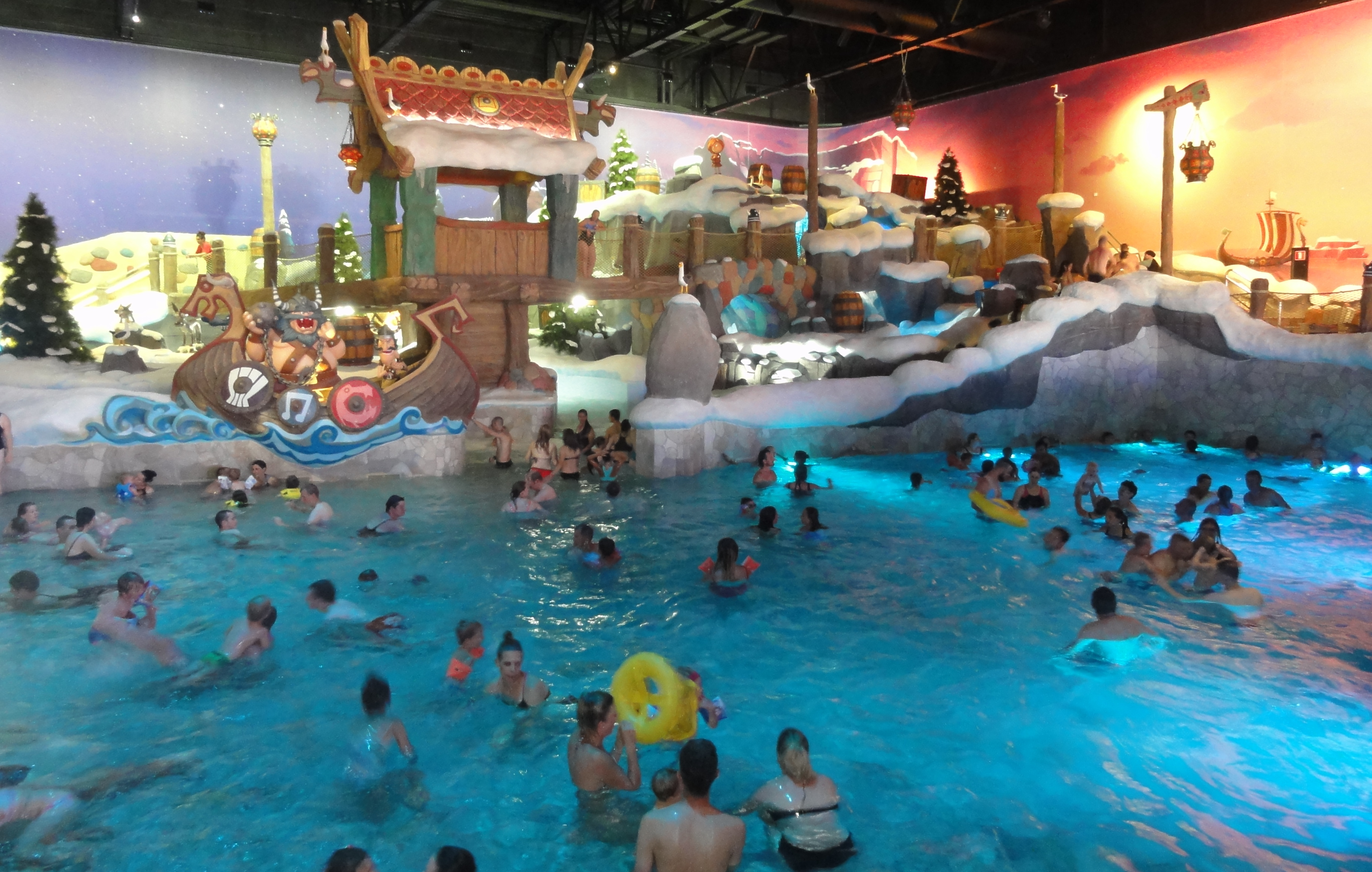
Le bassin déchaîné.
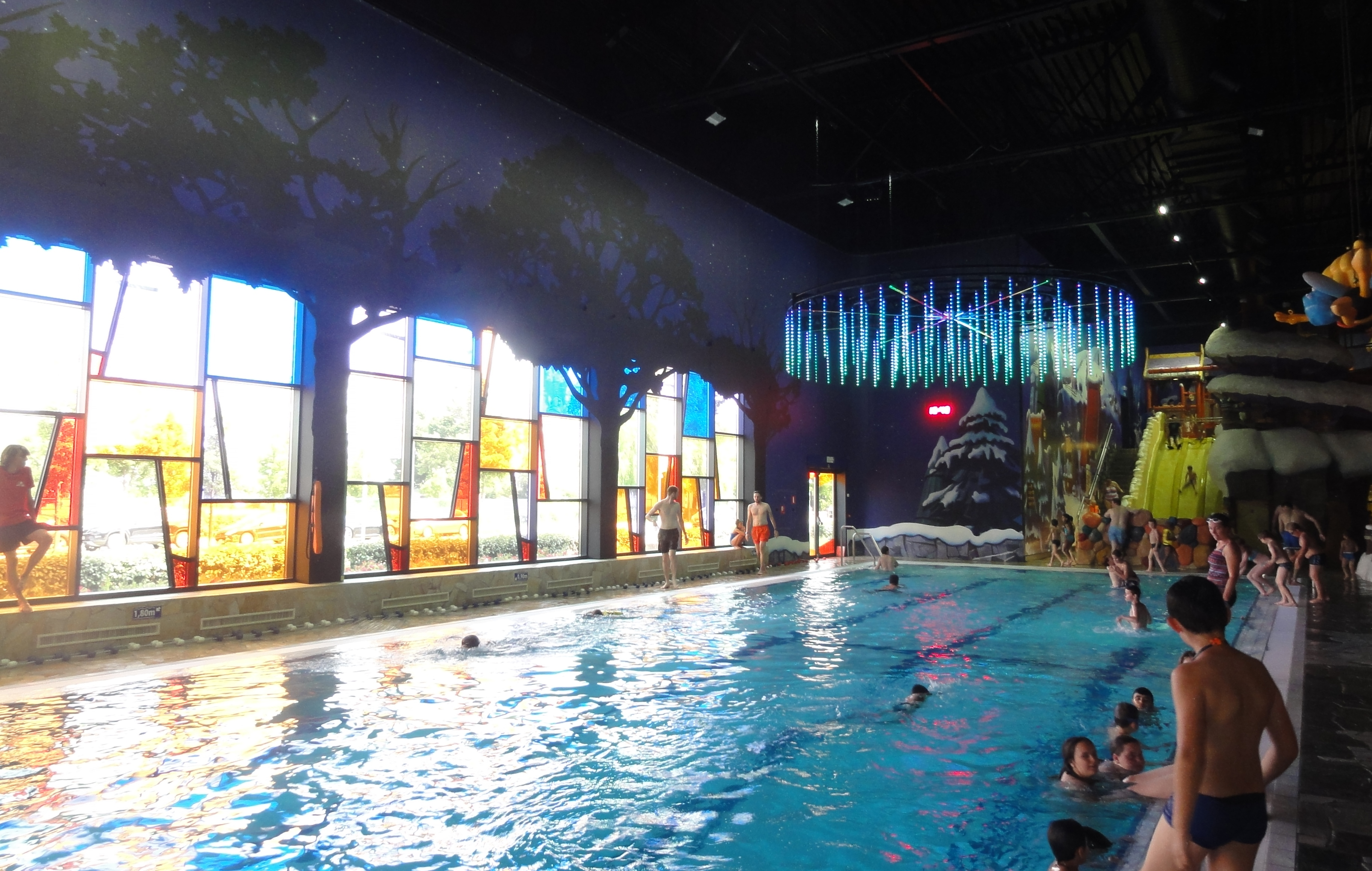
La piscine disco.
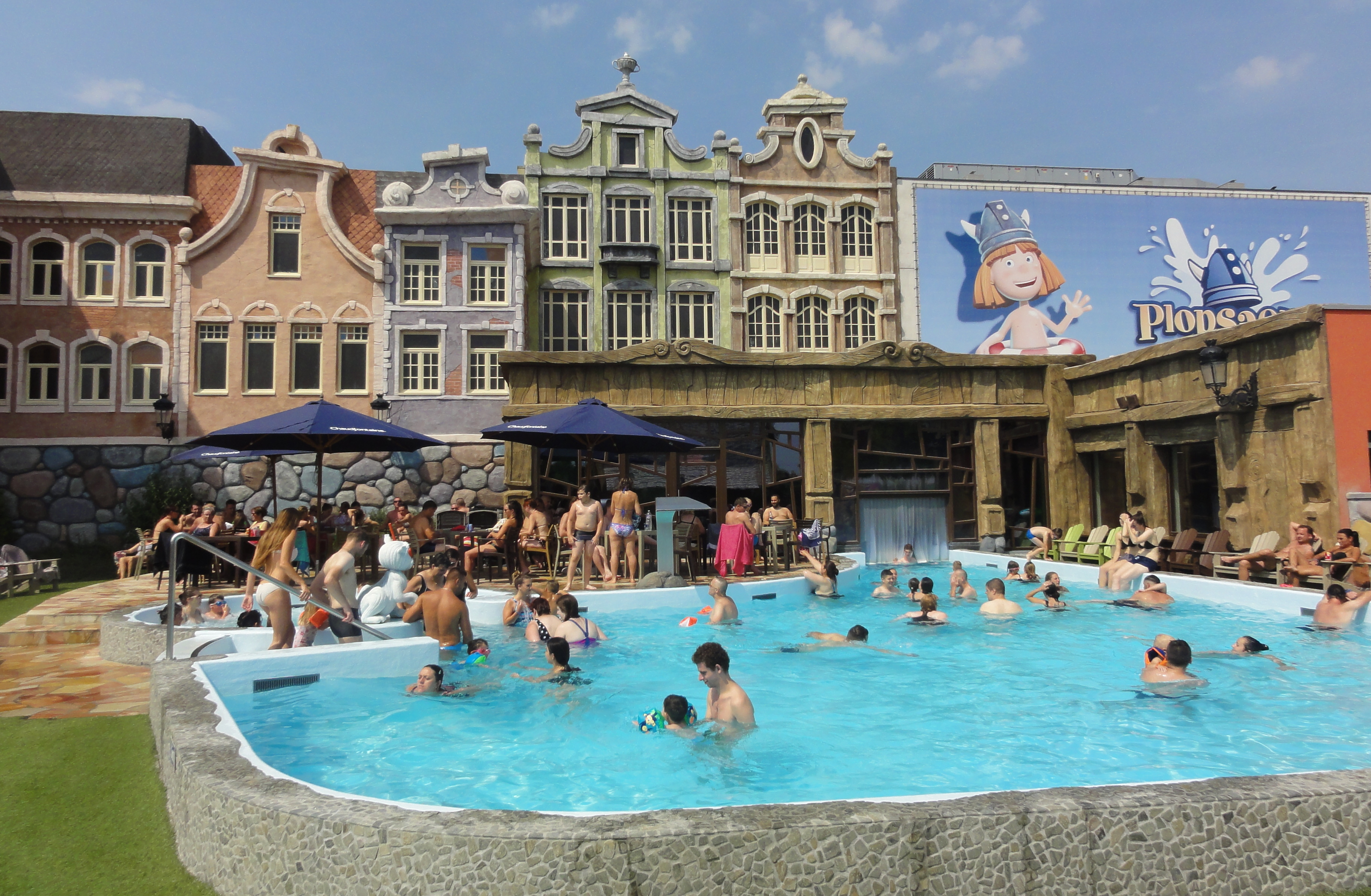
Le bassin extérieur.
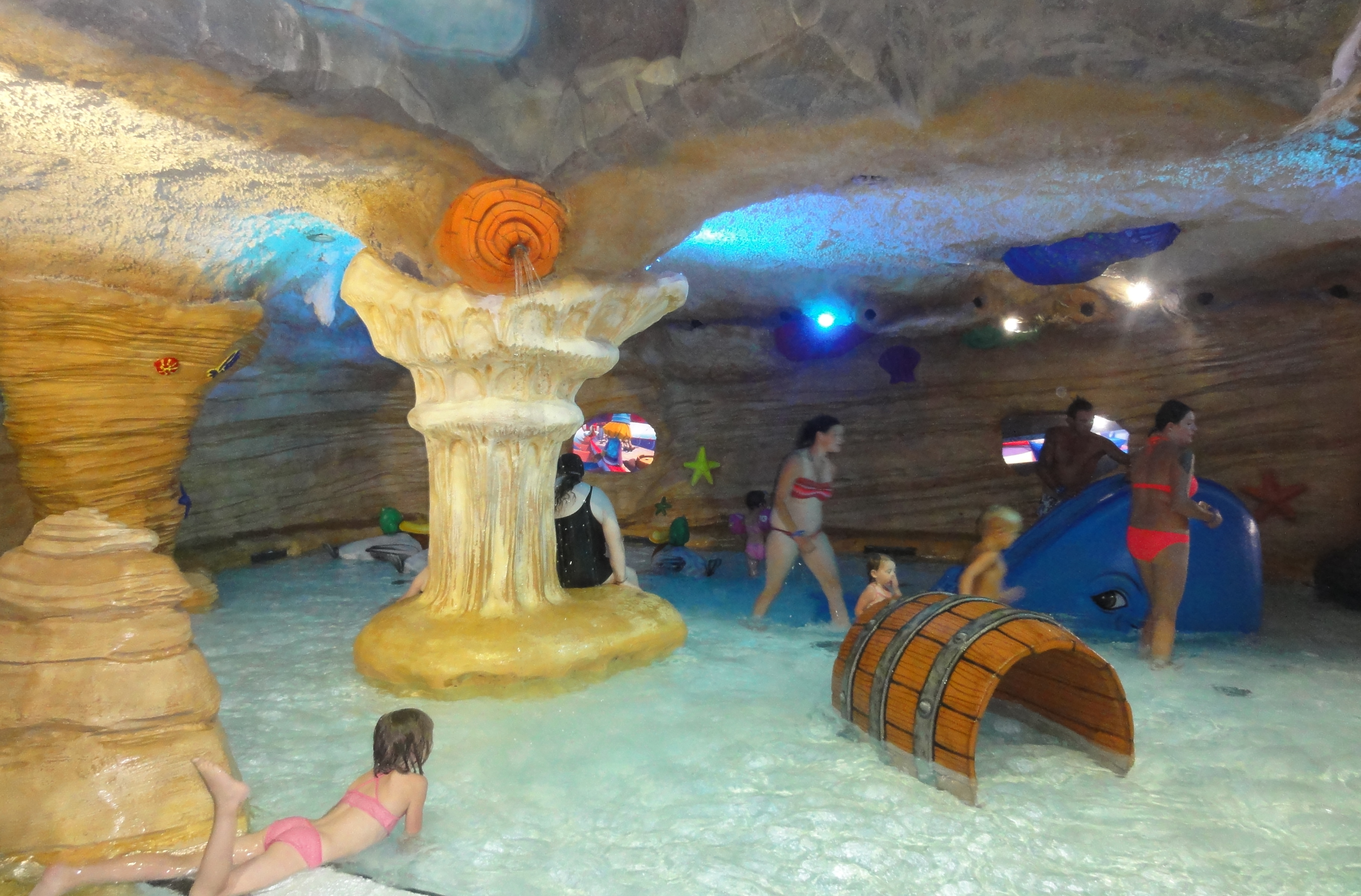
Le petit bassin d'Ylvi.
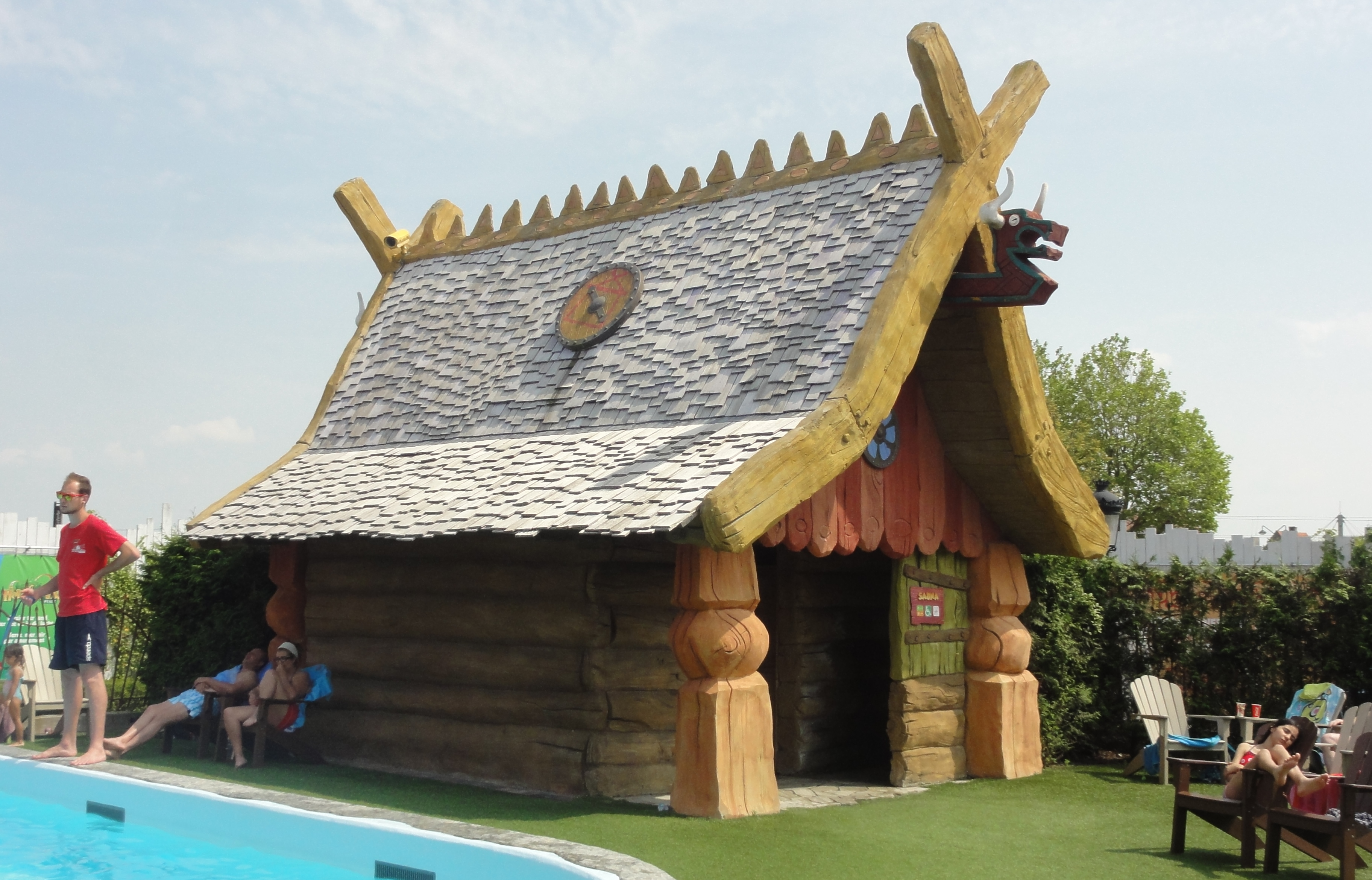
Le sauna, avant sa démolition.
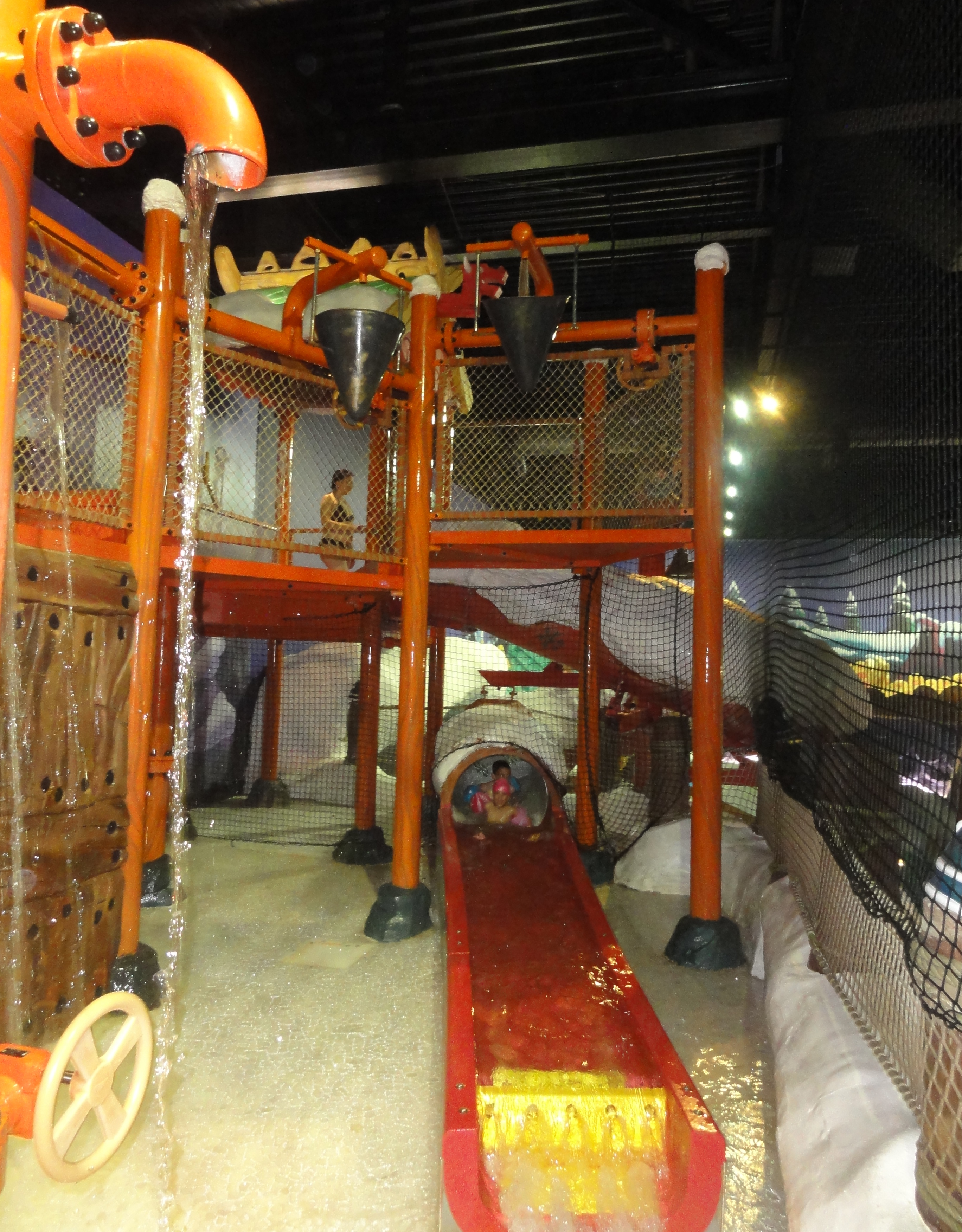
Le toboggan de Snorre.
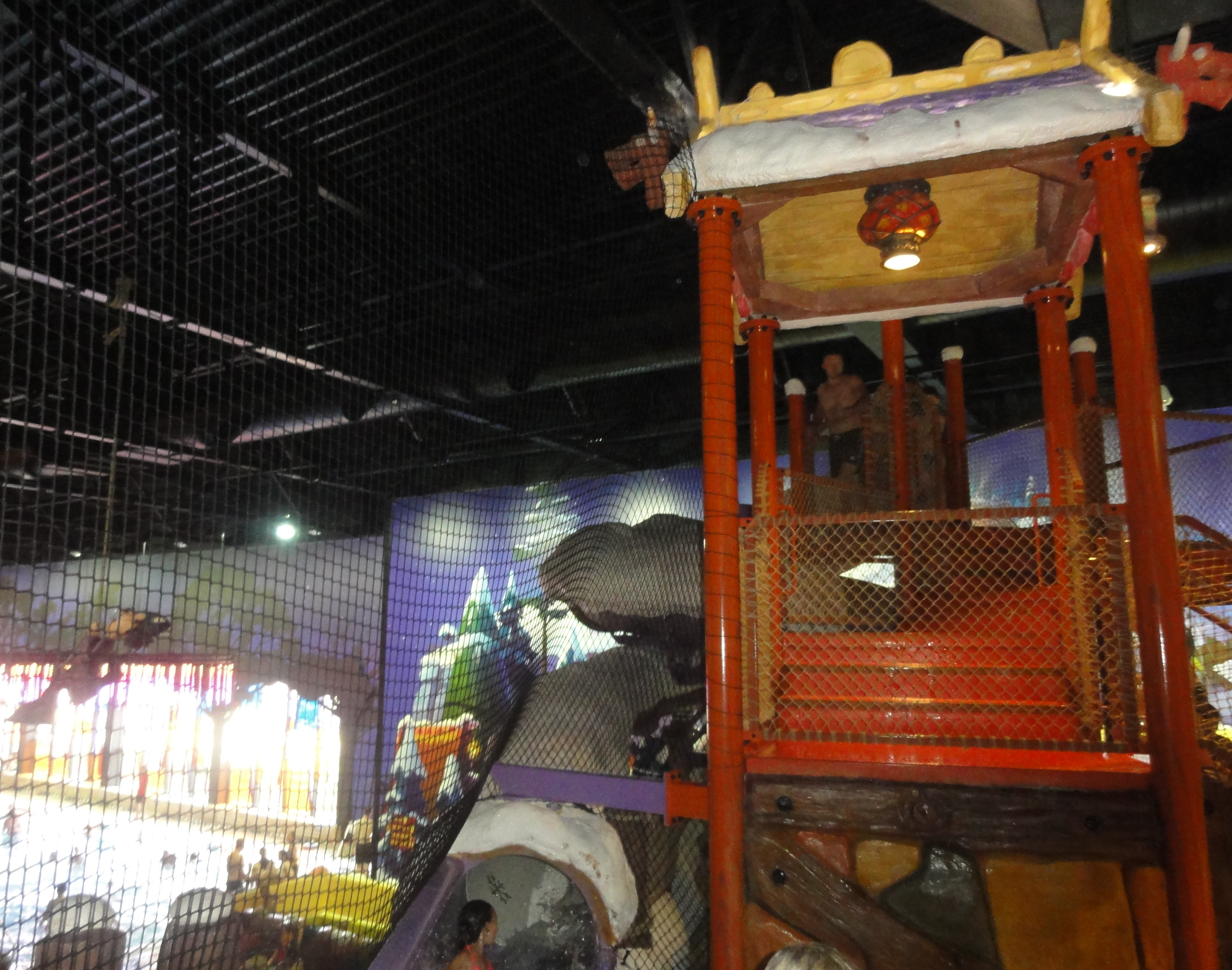
Le toboggan de Tjure.
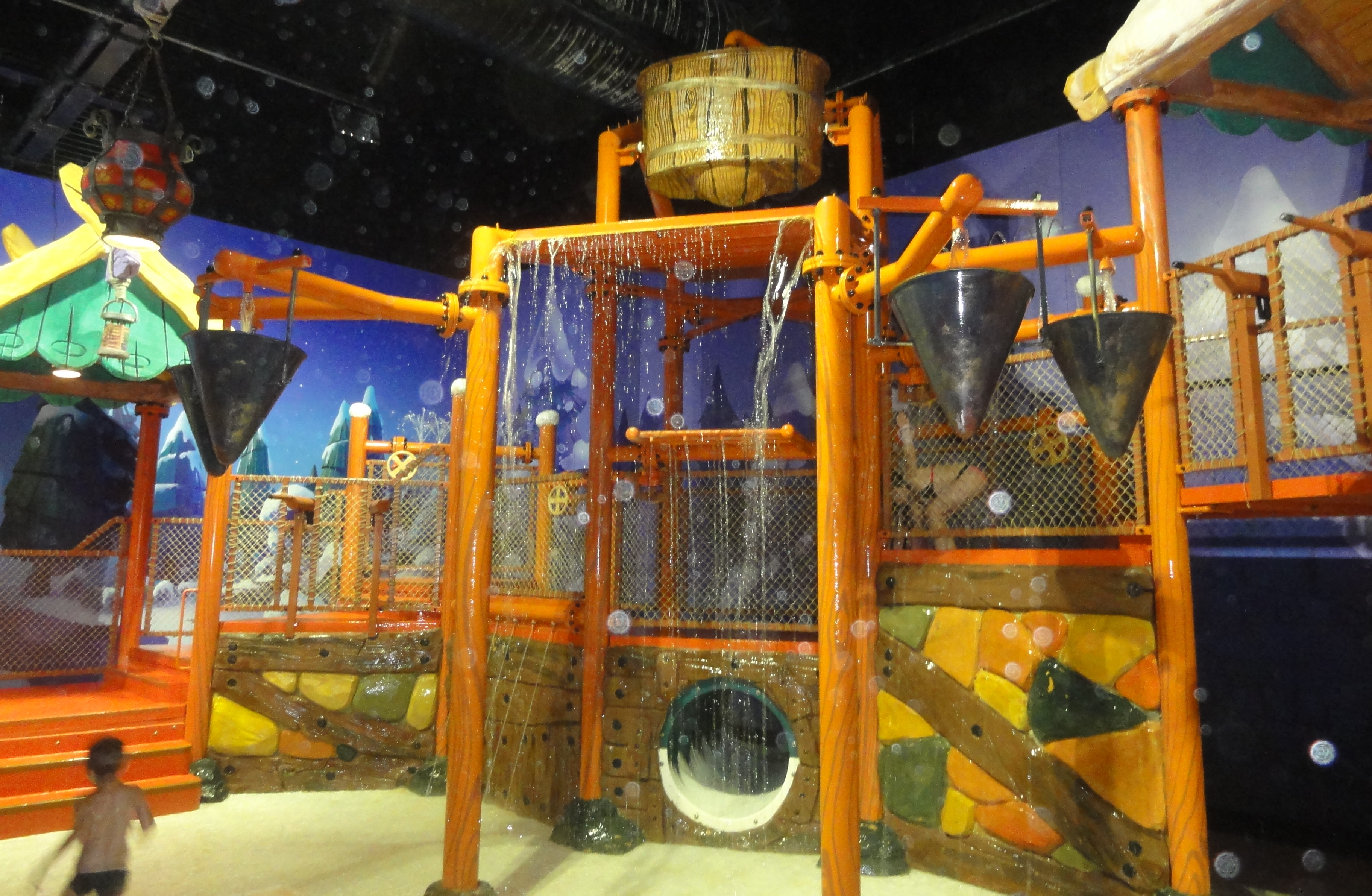
L'aire de jeux de Vic.
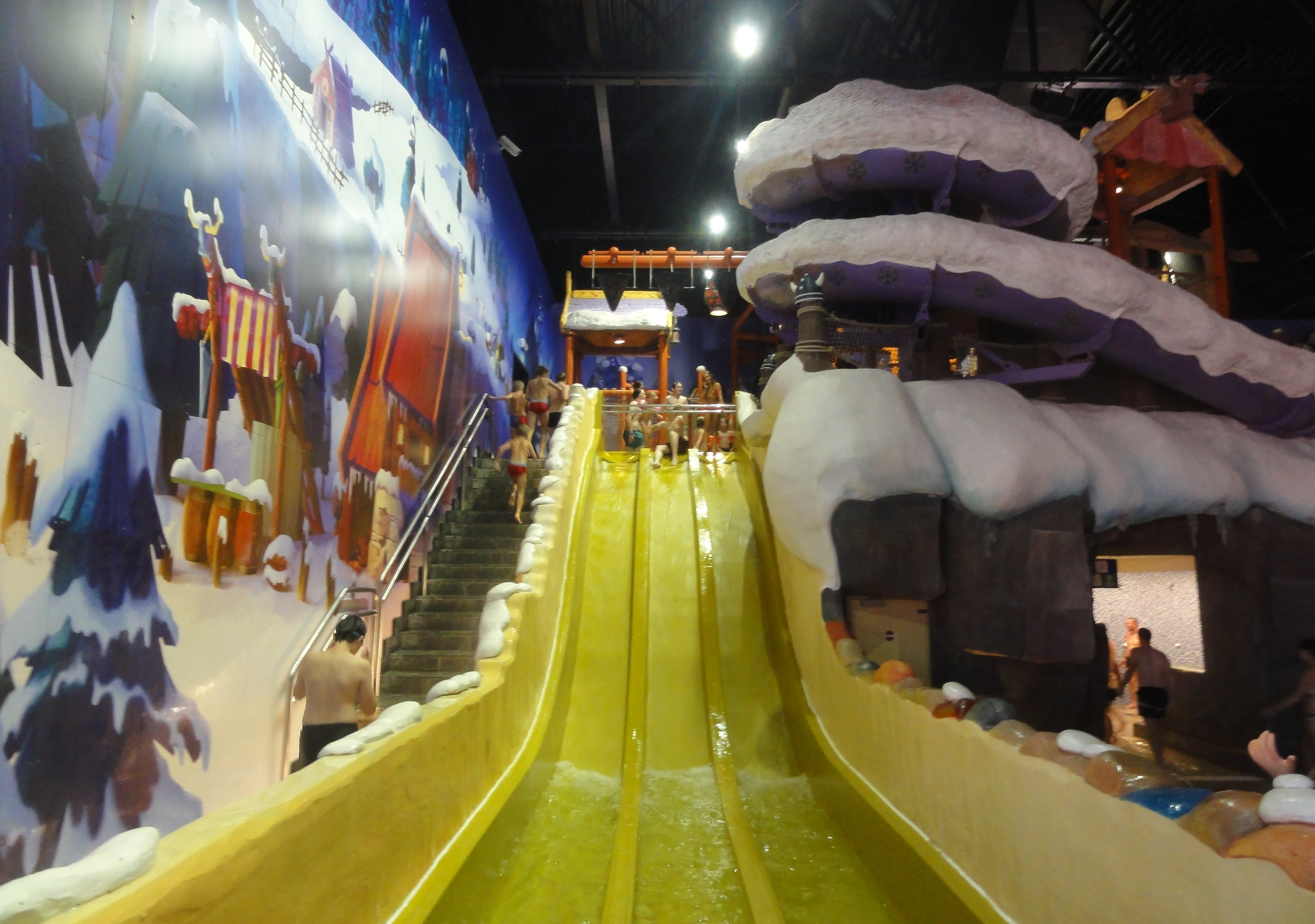
Viking Race.
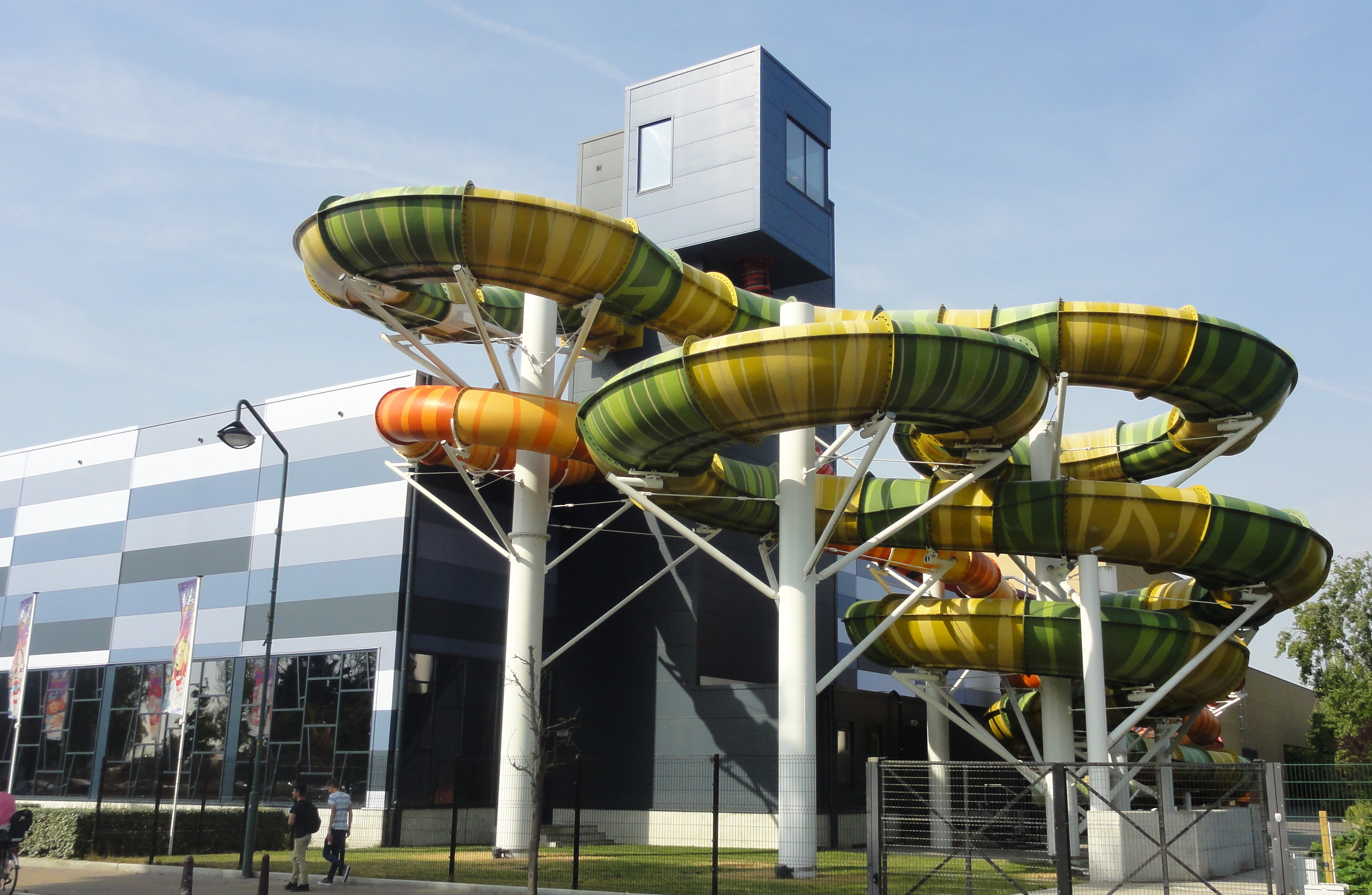
Les toboggans Disco Slide, les bouées glissantes et Sky Drop.
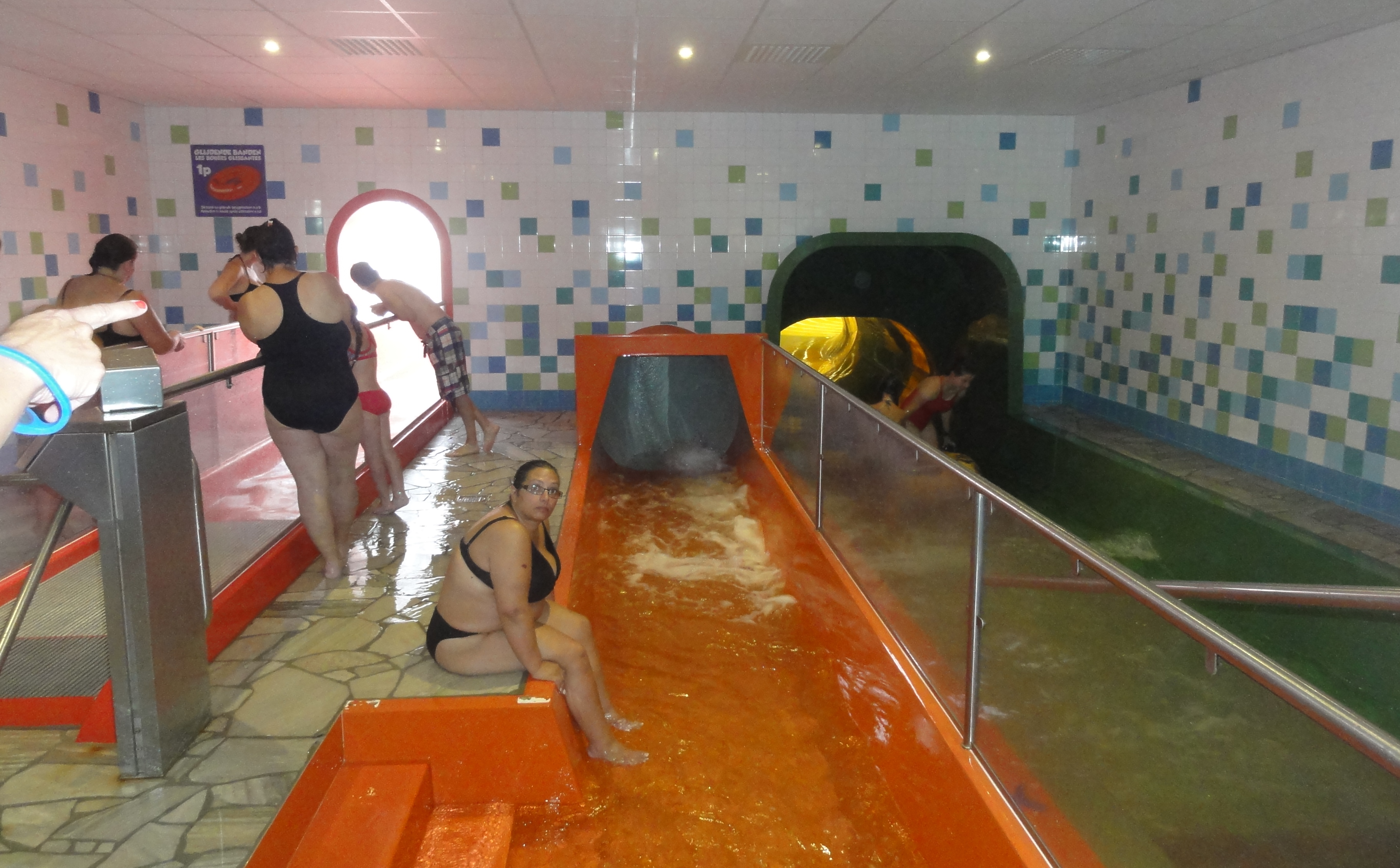
Les arrivées des toboggans Sky Drop, Disco Slide et les bouées glissantes.
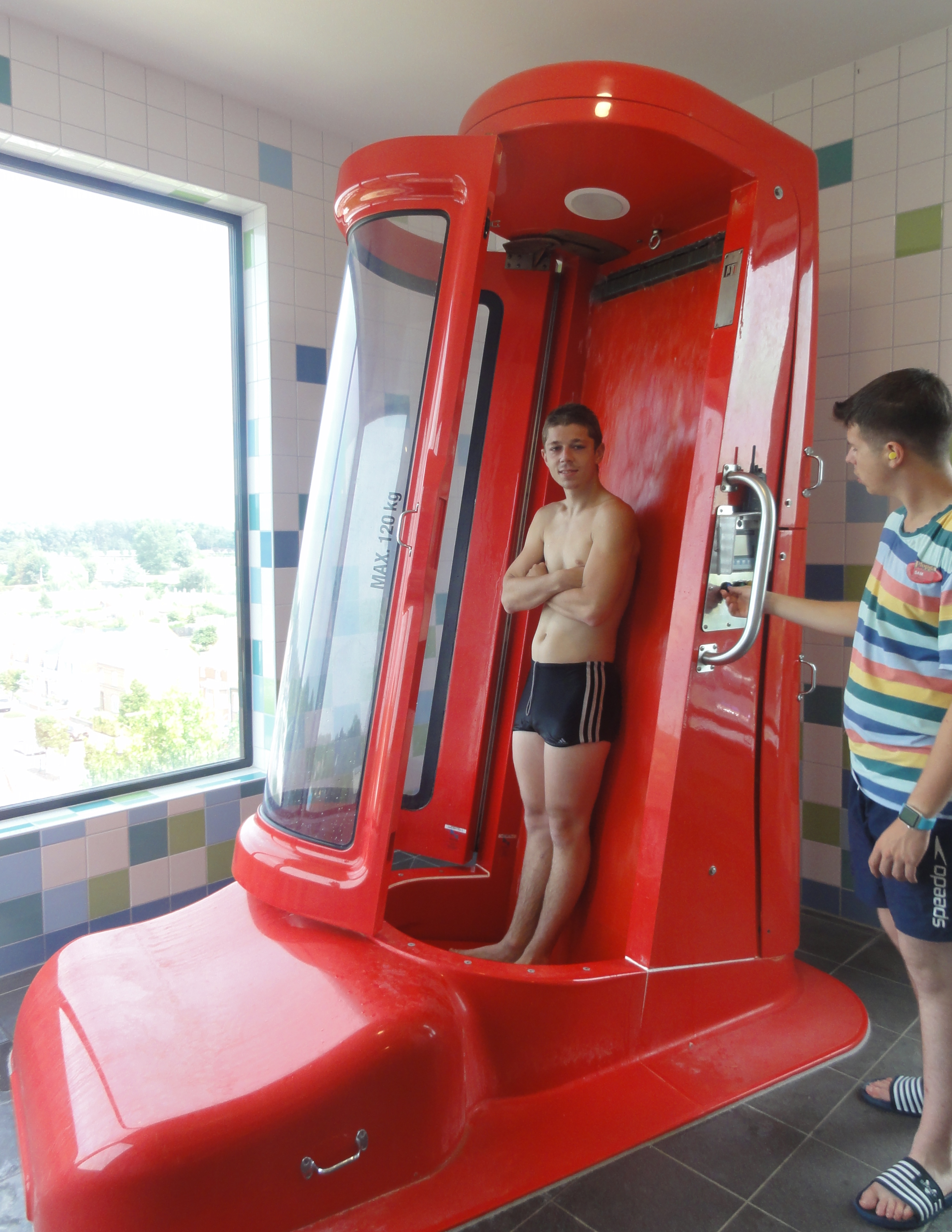
Sky Drop
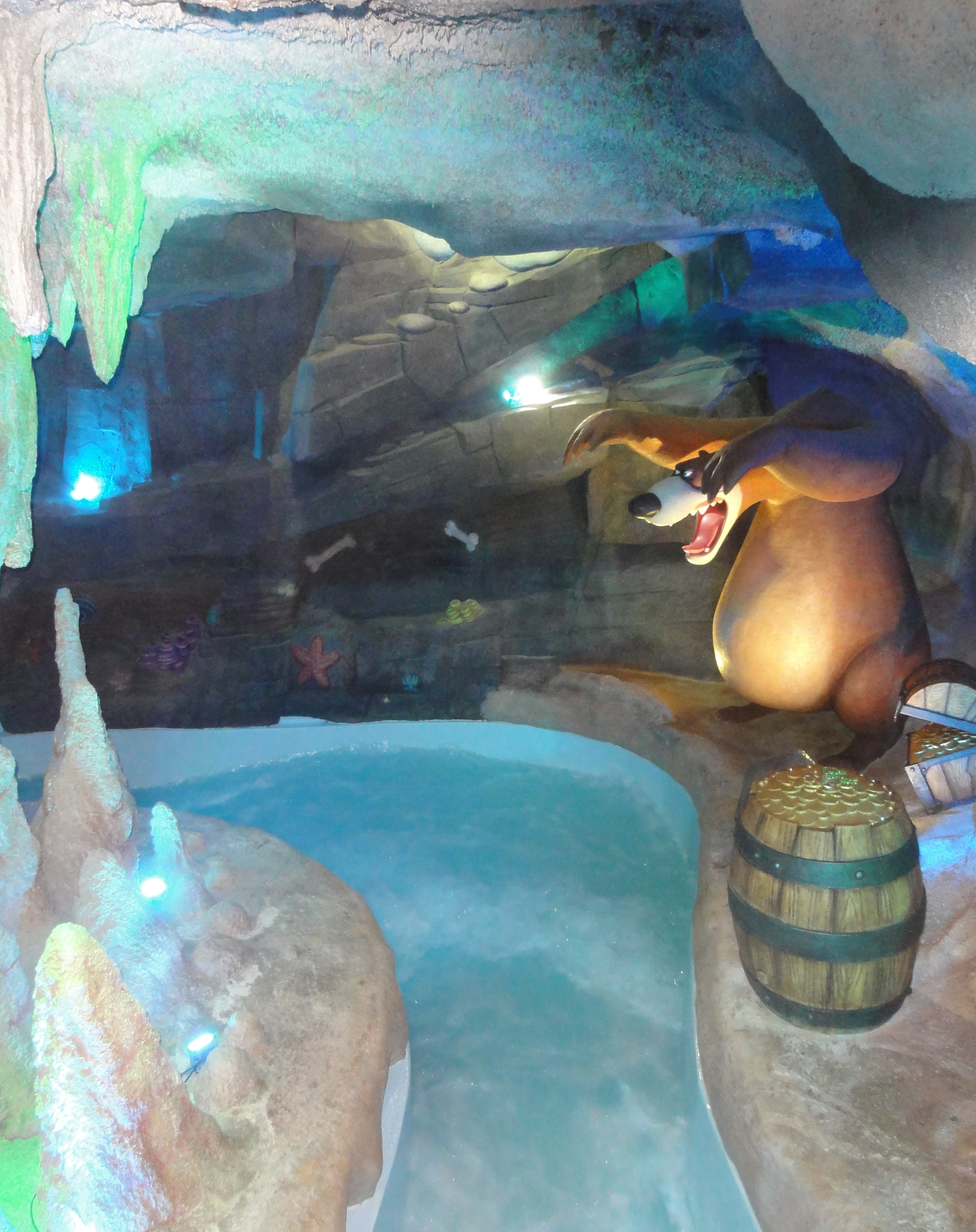
Wild river
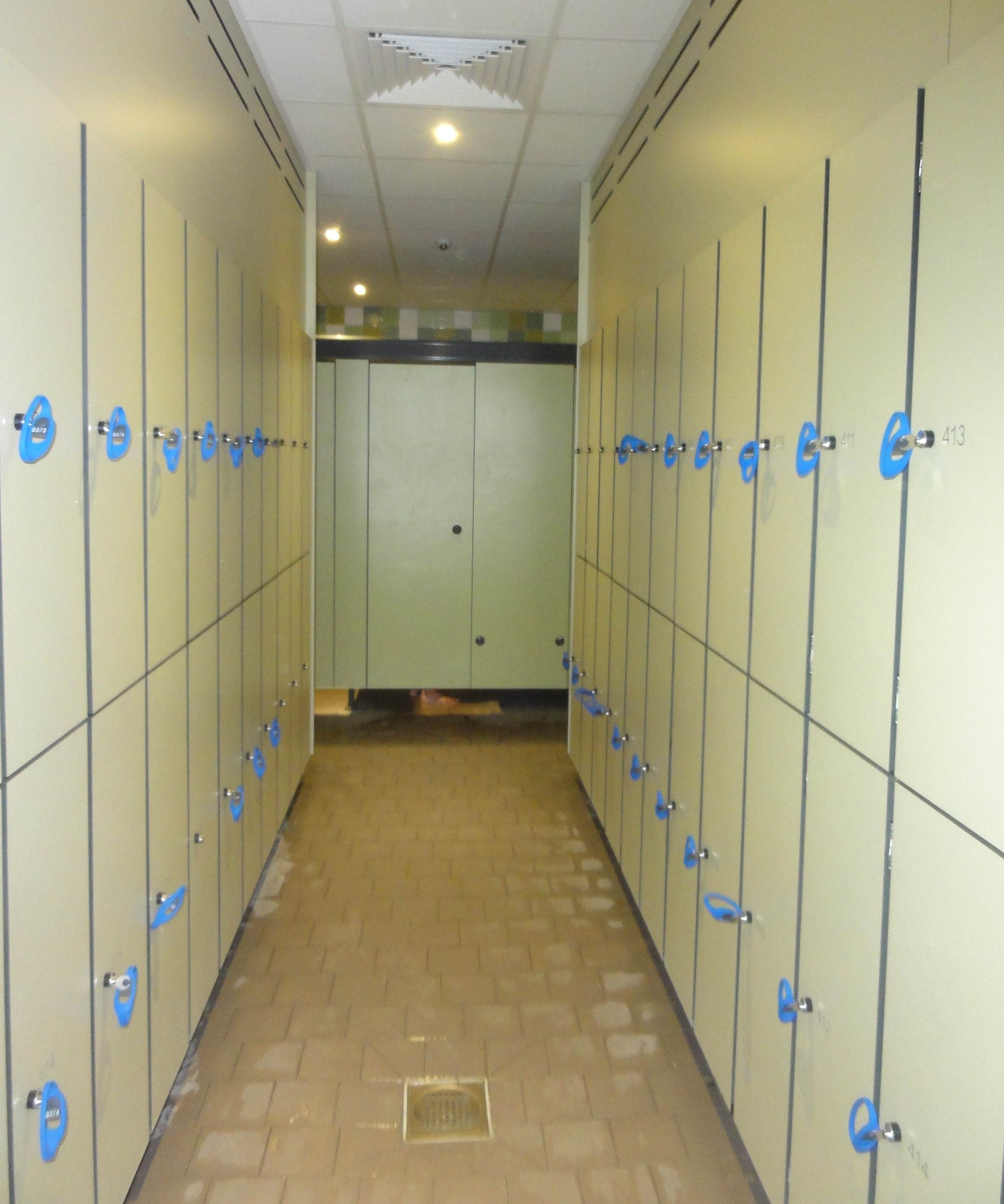
Les vestiaires.
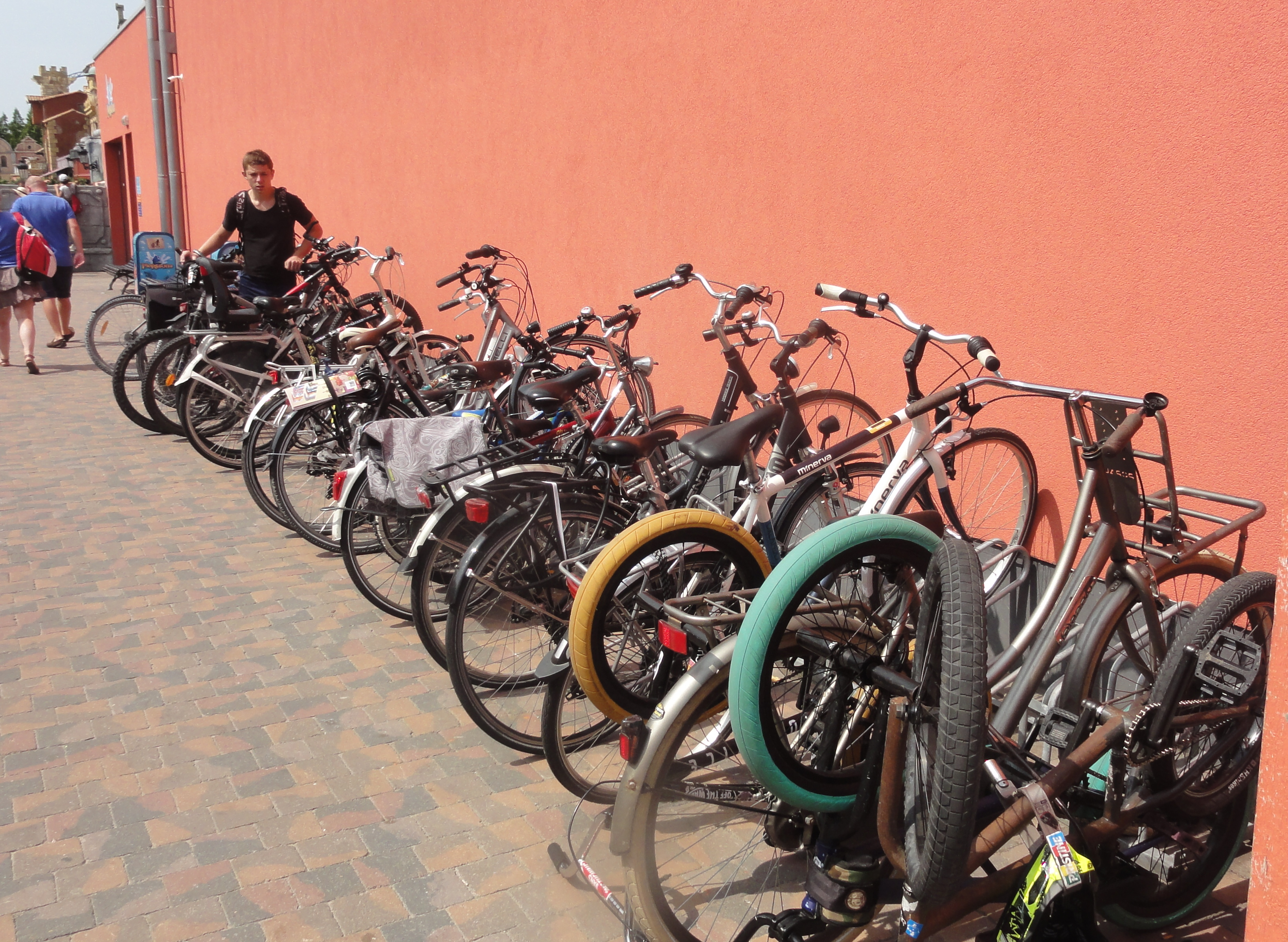
Le parking à vélos.

## Restauration
- Viking Snack

## Fréquentation
Le parc accueille 300 000 visiteurs en 2017. Le chiffre n'est pas communiqué pour la saison 2018. En 2019, il est mentionné que le parc aquatique a reçu 25 % de visiteurs en plus pendant les vacances de Pâques que la saison précédente.
Fréquentation annuelle 

300 000 (2017)
300 000 (2022)
271 433 (2024)